# نويل نيكولا
نويل نيكولا هو رسام ومغن مؤلف كوبي، ولد في 7 أكتوبر 1946 في هافانا في كوبا، وتوفي بنفس المكان في 7 أغسطس 2005.

## وصلات خارجية
- نويل نيكولا على موقع IMDb (الإنجليزية)
- نويل نيكولا على موقع ميوزك برينز (الإنجليزية)
- نويل نيكولا على موقع ديسكوغز (الإنجليزية)